# Wesley Crusher
Wesley Crusher, är en fiktiv rollfigur i Star Treks universum, som porträtteras av Wil Wheaton i TV-serien Star Trek: The Next Generation.

## Biografi
Son till officerarna Jack och Beverly Crusher föddes Wesley år 2349 (samma år som Harry Kim). Wesley kom ombord på USS Enterprise (NCC-1701-D) tillsammans med sin mor i samband med att Jean-Luc Picard blev kapten över skeppet i avsnittet Encounter at Farpoint. Resenären sade tidigt (avsnittet Where No One Has Gone Before) att Wesley hade en mycket speciell talang och uppmanade Picard att i sin tur stödja Wesley i sin utveckling. Detta var en bidragande orsak till Picards insikt över Wesleys fallenhet för matematiska koncept, vetenskap och teknologi. Dessa egenskaper gjorde att Picard befordrade honom till biträdande fänrik, vilket gav Wesley tillträde till kommendörsbryggan.  
Vid 15 års ålder tog Wesley för första gången intagningsprovet till stjärnflotteakademin i avsnittet Coming of Age, men då han inte fick den högsta poängen återvände han till Enterprise. När han väl blev intagen på stjärnflotteakademin missade han antagningen på grund av att han valde att rädda William Riker, Deanna Troi och Lwaxana Troi från Ferengin Daimon Tog i avsnittet Ménage à Troi. På grund av sitt heroiska och osjälviska agerande fältbefordrades han av Picard till fänrik.
Han blev senare antagen på stjärnflotteakademin men efter ett år lite drygt insåg han att det inte var något för honom. Det var i samband med det som han åter träffade Resenären i avsnittet Journey's End. Resenären uppmuntrade Wesley att bli en del av kolonisterna på Dorvan V och det antas att han sedermera blev en del av resenärernas samhälle.